# SN 2006tj
SN 2006tj – supernowa typu Ia odkryta 13 grudnia 2006 roku w galaktyce A010923+0042. Jej maksymalna jasność wynosiła 22,40m.